# لن تسير لوحدك أبدا
لن تسير لوحدك أبداً (بالإنجليزية: You'll Never Walk Alone)‏ هي أغنية كتبها رودجرز وهامرشتاين لمسرحيتهم الغنائية لعام 1945 «دوامة خيل». وغناها المغني الأمريكي فرانك سيناترا. ثم غنّاها آخرون مثل لويس آرمسترونغ وكذلك المغنية نينا سيمونه.
تغنى الأغنية أيضًا في أندية كرة القدم في جميع أنحاء العالم، من قبل جماهير الأندية المحبة لفريقها، وأول بدأ هذا التقليد هم جماهير نادي ليفربول في ستينات القرن الماضي.

## أغلفة إصدارات الأغنية

غلاف ألبوم لن تسير لوحدك أبدا لعام 1945
غلاف ألبوم لن تسير لوحدك أبدا إصدار عام 1964
غلاف البوم لن تسير لوحدك أبدا إصدار عام 2020
غلاف ألبوم لن تسير لوحدك أبدا 2020 (2) للفنان مايكل بول والكابتن توم مور

## كلمات الأغنية
| بالإنجليزية | بالعربية |
| When you walk through a storm hold your head up high And don't be afraid of the dark At the end of a storm is a golden sky And the sweet silver song of a lark Walk on through the wind Walk on through the rain Though your dreams be tossed and blown Walk on, walk on with a hope in your heart And you'll never walk alone You'll never walk alone Walk on, walk on with a hope in your heart And you'll never walk alone You'll never walk alone | عندما تسير عبر العاصفة أبقي رأسك مرفوعاً ولا تخشى الظلام عند نهاية العاصفة توجد سماء ذهبية وغناء اللارك الفضي الجميل سر عبر الرياح سر عبر المطر حتى ولو قُذفت أحلامك وطارت سر، سر والأمل في قلبك ولن تسير لوحدك أبداً لن تسير لوحدك أبداً سر، سر والأمل في قلبك ولن تسير لوحدك أبداً لن تسير لوحدك أبداً |